# Lena Partzsch

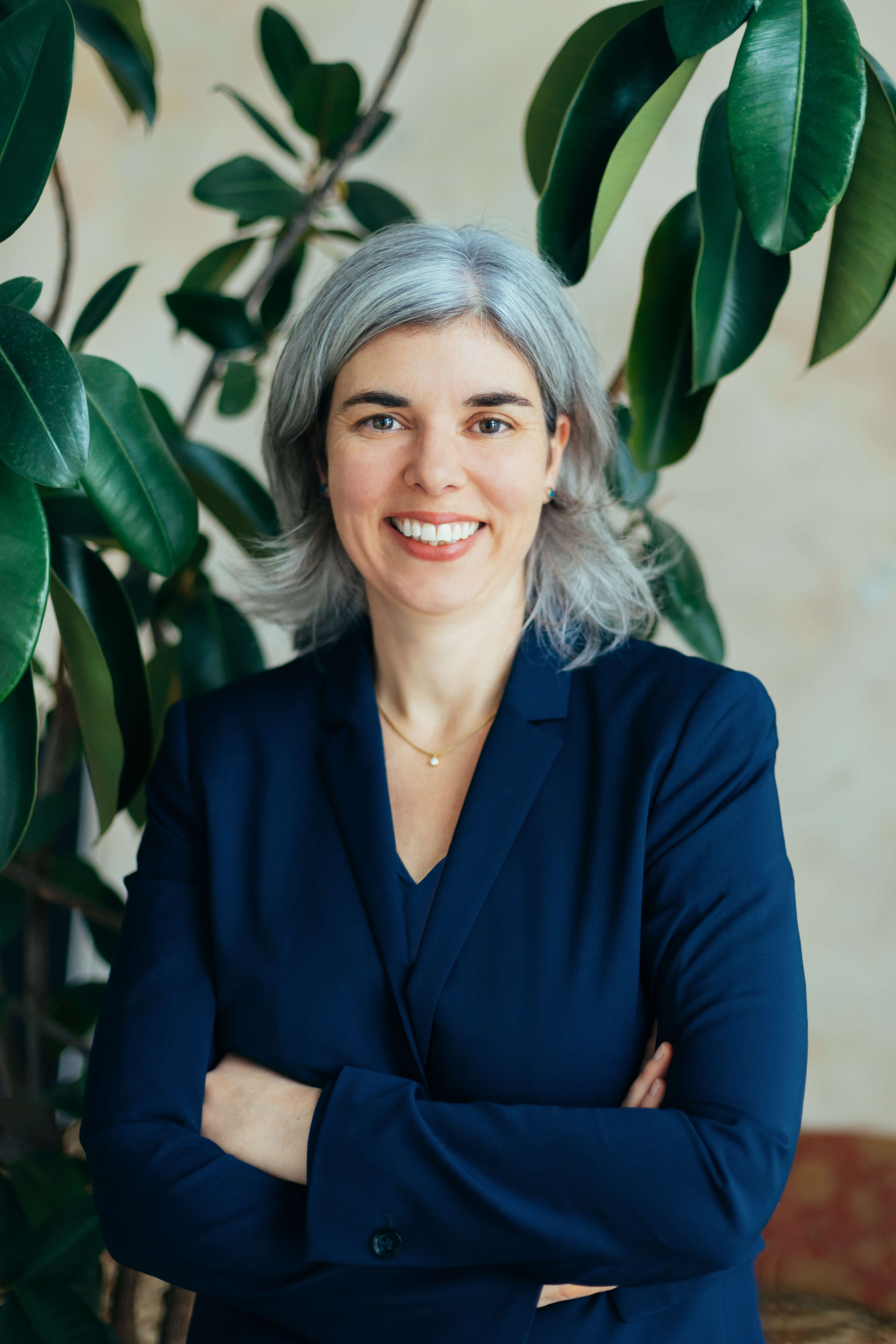
Lena Partzsch (2020)

Lena Partzsch  (* 1978 in Berlin) ist eine deutsche Politikwissenschaftlerin und Hochschullehrerin.

## Leben
Sie erwarb 2003 das Diplom in Politikwissenschaft an der FU Berlin, 2007 die Promotion zur Dr. phil. am Otto-Suhr-Institut für Politikwissenschaft und habilitierte sich 2014 am Institut für Politikwissenschaft der Universität Münster. Sie erhielt daraufhin die Venia Legendi für Politikwissenschaft. Nach einer Zeit als Privatdozentin war sie seit 2018 außerplanmäßige Professorin für Umwelt- und Entwicklungspolitik an der Albert-Ludwigs-Universität Freiburg. Von 2019 bis 2020 vertrat sie den Lehrstuhl für Vergleichende Regierungslehre an der Staatswissenschaftlichen Fakultät der Universität Erfurt und im Wintersemester 2020/21 den Lehrstuhl für Entwicklungspolitik an der Philosophischen Fakultät der Universität Passau. Ab 2021 leitete sie das Fachgebiet Umwelt-Governance an der Technischen Universität Berlin, bevor sie 2022 als Professorin für Vergleichende Politikwissenschaft wieder ans Otto-Suhr-Institut der FU Berlin wechselte. 2023 wurde sie mit dem Lehrpreis der Deutschen Vereinigung für Politikwissenschaft (DVPW) ausgezeichnet.
Ihre Forschungsschwerpunkt ist die Umweltpolitik (Wasser, Klima, Agrartreibstoffe, Landwirtschaft, Forst, Bergbau) an der Schnittstelle zwischen Vergleichender Politikwissenschaft und Internationalen Beziehungen.

## Schriften (Auswahl)
- The Environment in Global Sustainability Governance. Bristol: Bristol University Press, 2023 (online).
- Alternatives to Multilateralism: New forms of social and environmental governance. Cambridge, MA: MIT Press 2020 (online).
- Die neue Macht von Individuen in der globalen Politik. Wandel durch Prominente, Philanthropen und Social Entrepreneurs, Baden-Baden: Nomos 2014.
- Global Governance in Partnerschaft. Die EU-Initiative ‘Water for Life’, Baden-Baden: Nomos 2007.